# Karl e Kristina
Karl e Kristina è un film del 1971 diretto da Jan Troell, con protagonisti Max von Sydow, Liv Ullmann, Eddie Axberg, Allan Edwall, Monica Zetterlund e Pierre Lindstedt. Il film e il suo sequel del 1972, La nuova terra, prodotti contemporaneamente, sono basati sulla serie di quattro romanzi "Gli emigranti" di Vilhelm Moberg, che raccontano le vicende di poveri svedesi provenienti dallo Småland che emigrano in Minnesota nella metà del XIX secolo. Questo film adatta i primi due romanzi della serie (Gli emigranti del 1949 e Gli immigrati del 1952), descrivendo le difficoltà affrontate dagli emigranti in Svezia e durante il loro viaggio in America.

## Trama
XIX secolo. Karl e Kristina sono una coppia di contadini svedesi. Per sfuggire alla povertà rurale del loro villaggio, emigrano dallo Småland verso gli Stati Uniti e dopo un lungo e travagliato viaggio giungono in Minnesota per iniziare una nuova vita.

## Riconoscimenti
- 1973 - Premio Oscar
  - Nomination Miglior film a Bengt Forslund
  - Nomination Miglior film straniero (Svezia)
  - Nomination Migliore regia a Jan Troell
  - Nomination Miglior attrice protagonista a Liv Ullmann
  - Nomination Migliore sceneggiatura non originale a Jan Troell e Bengt Forslund
- 1973 - Golden Globe
  - Miglior film straniero (Svezia)
  - Miglior attrice in un film drammatico a Liv Ullmann
- 1973 - New York Film Critics Circle Award
  - Miglior attrice protagonista a Liv Ullmann
- 1970 - Guldbagge
  - Miglior film
  - Miglior attore a Eddie Axberg